# Tašritu
Tašritu (auch Tišrit) war der akkadische Name des siebten Monats im babylonischen Kalender. Da im Monat Nisannu gemäß den babylonischen Quellen entweder das erste Neulicht oder der erste Vollmond des Frühjahrs lag, begann der Monat Tašritu im Normalfall mit dem Akitifest der Aussaat frühestens am 7. September und spätestens am 15. Oktober. Im Jüdischen Kalender, der von den Juden während des Babylonischen Exils zwischen 586 und 536 v. Chr. aus dem Babylonischen Kalender übernommen wurde, entspricht der Tašritu dem Monat Tischri.
Mit dem Monat Tašritu war ab dem ersten Jahrtausend v. Chr. der auch im Zusammenhang des Monats Nisannu verwendete Zusatzbegriff „Beginn eines neuen Jahres“ (SAG MU.AN.NA) verbunden.

## Planmäßiger Schaltzyklus ab 424 v. Chr.
Im Jahr 424 v. Chr. wurde von Artaxerxes I. ein planmäßiger Schaltzyklus eingeführt. In den Jahren 3, 6, 8, 11, 14 und 19 erfolgte der Einschub des Monats Addaru II; im 17. Jahr dagegen als 13. Monat der Ululu II. Die Nachfolger von Artaxerxes I. hielten sich ebenfalls an das Schaltschema. Ähnlich wie bei früheren Schaltungen fiel in den Tašritu grundsätzlich das erste Neulicht oder der erste Vollmond ab Herbstbeginn (23. September).
Aufgrund der planmäßigen Schaltungen bestand für den Zeitpunkt des ersten Monatstages vom Tašritu nur noch eine Schwankungsbreite von 28 Tagen (14. September bis 12. Oktober); der Durchschnittswert lag bei 14 Tagen (28. September). Nach 19 Jahren begann der nächste Schaltzyklus, der wieder die gleichen Datierungen aufwies.
| Schaltzyklus im babylonischen Kalender                                                                                    |                     |                  |                           |                             |            |
| Zyklusjahr | Datierung           | Schaltmonat      | Beginn des Schaltmonats   | Beginn des nächsten Tašritu | Zyklusjahr |
| 19 | 425 bis 424 v. Chr. | Addaru II        | 19. März 424 v. Chr.      | 10. Oktober 424 v. Chr.     | 1          |
| 1 | 424 bis 423 v. Chr. | ohne Schaltmonat | ---                       | 29. September 423 v. Chr.   | 2          |
| 2 | 423 bis 422 v. Chr. | ohne Schaltmonat | ---                       | 18. September 422 v. Chr.   | 3          |
| 3 | 422 bis 421 v. Chr. | Addaru II        | 14. März 421 v. Chr.      | 8. Oktober 421 v. Chr.      | 4          |
| 4 | 421 bis 420 v. Chr. | ohne Schaltmonat | ---                       | 26. September 420 v. Chr.   | 5          |
| 5 | 420 bis 419 v. Chr. | ohne Schaltmonat | ---                       | 15. September 419 v. Chr.   | 6          |
| 6 | 419 bis 418 v. Chr. | Addaru II        | 12. März 418 v. Chr.      | 6. Oktober 418 v. Chr.      | 7          |
| 7 | 418 bis 417 v. Chr. | ohne Schaltmonat | ---                       | 22. September 417 v. Chr.   | 8          |
| 8 | 417 bis 416 v. Chr. | Addaru II        | 18. März 416 v. Chr.      | 12. Oktober 416 v. Chr.     | 9          |
| 9 | 416 bis 415 v. Chr. | ohne Schaltmonat | ---                       | 1. Oktober 415 v. Chr.      | 10         |
| 10 | 415 bis 414 v. Chr. | ohne Schaltmonat | ---                       | 21. September 414 v. Chr.   | 11         |
| 11 | 414 bis 413 v. Chr. | Addaru II        | 15. März 413 v. Chr.      | 9. Oktober 413 v. Chr.      | 12         |
| 12 | 413 bis 412 v. Chr. | ohne Schaltmonat | ---                       | 28. September 412 v. Chr.   | 13         |
| 13 | 412 bis 411 v. Chr. | ohne Schaltmonat | ---                       | 17. September 411 v. Chr.   | 14         |
| 14 | 411 bis 410 v. Chr. | Addaru II        | 13. März 410 v. Chr.      | 5. Oktober 410 v. Chr.      | 15         |
| 15 | 410 bis 409 v. Chr. | ohne Schaltmonat | ---                       | 24. September 409 v. Chr.   | 16         |
| 16 | 409 bis 408 v. Chr. | ohne Schaltmonat | ---                       | 12. Oktober 408 v. Chr.     | 17         |
| 17 | 408 bis 407 v. Chr. | Ululu II         | 13. September 408 v. Chr. | 1. Oktober 407 v. Chr.      | 18         |
| 18 | 407 bis 406 v. Chr. | ohne Schaltmonat | ---                       | 20. September 406 v. Chr.   | 19         |
| 19 | 406 bis 405 v. Chr. | Addaru II        | 19. März 405 v. Chr.      | 10. Oktober 405 v. Chr.     | 1          |
| u.s.w. (Zyklus beginnt erneut, s. o., jeweils mit einem Jahr heruntergezählt (404, 403... v. Chr.))                       |                     |                  |                           |                             |            |
| 14 | 354 bis 353 v. Chr. | Addaru II        | 13. März 353 v. Chr.      | 5. Oktober 353 v. Chr.      | 15         |
| u.s.w. (Nächster Tašritu-Anfang wäre 24. Sept. 352 v. Chr., kein Schaltmonat in diesem Jahr.)                             |                     |                  |                           |                             |            |
| 19 | 311 bis 310 v. Chr. | Addaru II        | 19. März 310 v. Chr.      | 10. Oktober 310 v. Chr.     | 1          |
| u.s.w. (Zyklus beginnt von neuem, mit jeweils einem Jahr weniger (309, 308... v. Chr.))                                   |                     |                  |                           |                             |            |
| 13 | 241 bis 240 v. Chr. | ohne Schaltmonat | ---                       | 16. September 240 v. Chr.   | 14         |
| u.s.w. (Nächster Tašritu-Anfang 4. Okt. 239 v. Chr., mit Schaltmonat (über lange Zeitspanne Daten nun einen Tag früher).) |                     |                  |                           |                             |            |